# Los guardaespaldas
Los guardaespaldas es una historieta de 1977 del dibujante de cómics español Francisco Ibáñez protagonizada por Mortadelo y Filemón. 

## Sinopsis
Mortadelo y Filemón deberán acompañar a una anciana, Francis Urracson, en un viaje de placer alrededor del mundo. La anciana sospecha que alguno de sus herederos querrá asesinarla durante el viaje para quedarse con su fortuna. Mortadelo y Filemón se convertirán en sus guardaespaldas.

## Comentarios
Mortadelo se despista pilotando y acaban en el Polo. Algo parecido le ocurrió a Filemón cuando se dirigían a las olimpiadas en Seúl 88.
El final de la historieta es similar a Los mercenarios. Regresan exitosos de la misión, y tal y como se les había prometido, reciben una cantidad importante de dinero de una divisa, que al cambio es una fortuna. Sin embargo, al poco de recibirlo, la divisa se devalúa y su cambio a pesetas hace que no tenga apenas valor.